# Johann Hasler (Theologe)

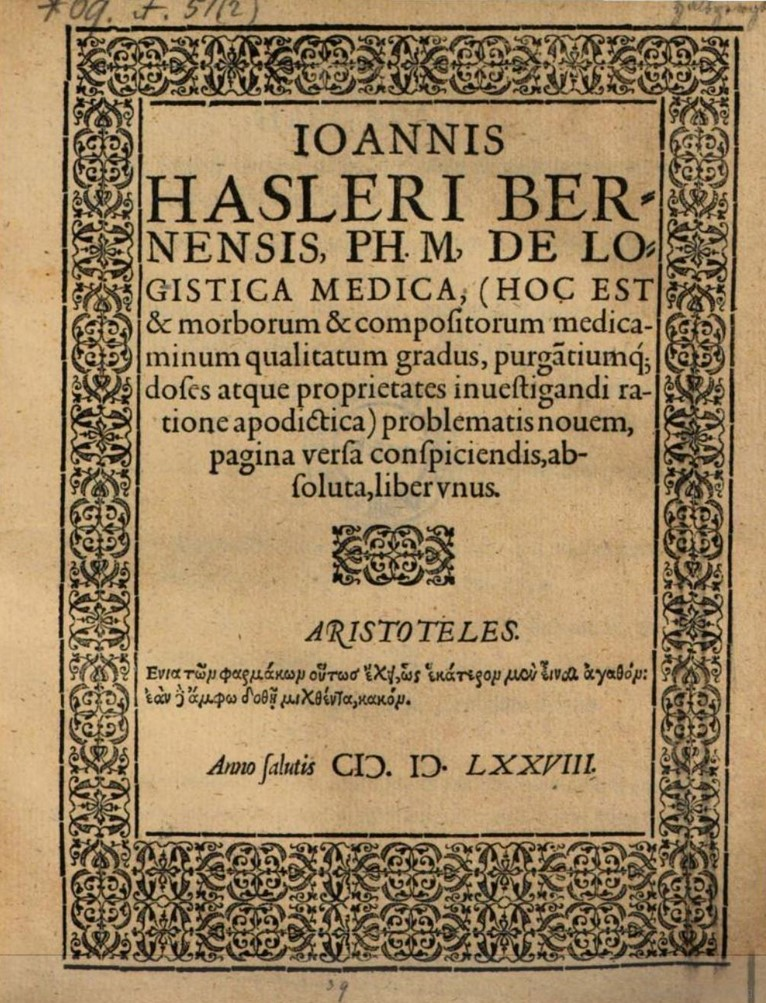
De logistica medica, Titelblatt (1578)

Johann Hasler (auch Johannes Hasler, * 1548 Schöntal bei Oberdiessbach; † nach 1602) war ein Schweizer Theologe und Mediziner. Er ist bekannt für seine Beziehung zu der Gruppe Heidelberger Antitrinitarier um Johannes Sylvan und Adam Neuser und für seine Weiterentwicklung der Temperaturskala.

## Leben und Werk
Johann Hasler wurde 1548 in Schöntal bei Oberdiessbach in der Schweiz geboren. Nach dem Besuch der städtischen Schule in Bern studierte er von 1565 bis 1568 zunächst an der Universität Basel und anschließend an der kurpfälzischen Universität Heidelberg. Dort belegte er neben theologischen auch philosophische und naturwissenschaftliche Vorlesungen. Hier schloss er auch Kontakt zu Thomas Erastus und Johann Sylvan, die sich beide als Zwinglianer gegen den Calvinismus positioniert hatten. Im kurpfälzischen Disziplinistenstreit vertraten beide als Antidisziplinisten die Position, dass Strafmaßnahmen allein der weltlichen und nicht der kirchlichen Macht zukommen sollten und lehnten entsprechend den strikten Kirchenbann ab. Sylvan öffnete sich auch für den antitrinitarischen Unitarismus. Vermutlich war Hasler bereits in Basel mit dem Antitrinitarismus von Michael Servet in Berührung gekommen. Haslers Unterstützung für Sylvan, zum Beispiel bei der Transkription von Manuskripten, führte 1570 zu seiner Verhaftung und Inhaftierung. Während Sylvan im Dezember 1572 auf dem Heidelberger Marktplatz hingerichtet wurde, wurde Hasler wieder freigelassen und konnte über Bern nach Lausanne am Genfer See übersiedeln, an dessen Akademie er seine theologischen Studien fortsetzen konnte. Nach kurzer Zeit in Lausanne wechselte er mit Unterstützung durch Johannes Fädminger und Niklaus von Diesbach an die Universität in Leipzig, wo er von der Theologie zur Medizin wechselte. Einen möglichen Wechsel nach Genf nahm Halser nicht an. 
1574 wechselte Hasler von Leipzig an die Universität Straßburg, wo es wie im Haus des litauischen Aristokraten Nikolaus Radziwill Räume für dissidente antitrinitarische Kreise gab. In Straßburg veröffentlichte Hasler mit den Aphorismi Thetici Aristotelei sein erstes Werk. Hierin argumentierte er in Form einer Synthese zwischen Philosophie und Theologie, dass Gott und die Vorstellung der Trinität sich auch aus der griechischen Philosophie und aus Aristoteles Metaphysik herleiten lasse. Nachdem er sich kurze Zeit später zudem gegen die Prädestinationlehre ausgesprochen hatte, setzte er sich der Gefahr aus, als Häretiker angesehen zu werden. 
Bald wechselte er daraufhin nach Freiburg, wo er promovierte und als Professor an der dortigen medizinischen Fakultät unterrichten konnte. Kurze Zeit später nahm er den Ruf des polnischen Prälaten Nikolaus Monvid an, als Hauslehrer auf dessen Besitz in Polen-Litauen zu arbeiten. Dort verfasste er auch sein De Logistica Medica, das 1578 in Augsburg erschien und Galens Theorie der Medizin mit den Gedanken Paracelsus in Übereinstimmung zu bringen suchte und ein Diagramm der Temperaturskala enthielt. Haslers Arbeiten umfassten später auch umfassende Kataloge medizinischer Substanzen, die nach ihren Eigenschaften von Temperatur und Luftfeuchtigkeit kategorisiert wurden, sowie astrologische Kalender. 
1582 kehrte er nach Bern zurück, wo er zum Stadtarzt ernannt wurde. Ohne praktische medizinische Erfahrung und angesichts des überforderten Gesundheitswesens der Stadt nahm er aber bald wieder eine Stelle im Universitätsbetrieb an. In Bern heiratete Hasler schließlich auch und bekam zwischen 1583 und 1590 vier Kinder. 1593 verließ Hasler Bern dann ein weiteres Mal und kehrte nach Polen-Litauen zurück, wo er vermutlich nach 1602 verstarb. Die Umstände seines Todes sind unbekannt.

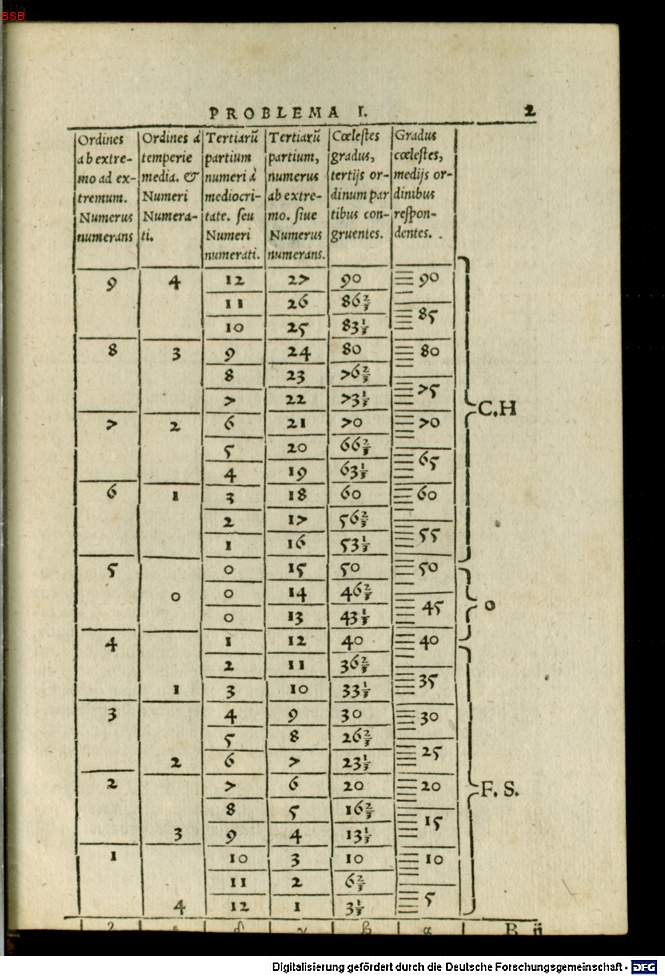
Haslers Diagramm einer Temperaturskala, aus seinem Werk De Logistica Medica

## Werke (Auswahl)
- De Logistica Medica. Augsburg 1578. eingeschränkte Vorschau in der Google-Buchsuche
- De Sacrosancta Trinitate. Mülhausen 1591.
- Paradoxus annorum mundi. Wilnius 1596.
- De Fuga et praeclusione pestilentiae. Wilnius 1602.
- Fröliche Practick auff das 1588. Jahr wider aller alten Astrologen langher Practicirte Meinunge, gerichtet und auff den Meridian dess gantzen teutschen Lannds gestellet, Bern 1588.